# グリゴリー・ヤブリンスキー
グリゴリー・アレクセーエヴィチ・ヤヴリンスキー（ロシア語: Григо́рий Алексе́евич Явли́нский, ラテン文字転写: Grigorii Alekseevich Yavlinskii, 1952年4月10日 - ）は、ロシアの政治家。ロシア連邦議会下院国家会議議員、「ヤブロコ」の創設者の一人で、前党首。

## 来歴
1952年4月10日ソビエト連邦ウクライナ・ソビエト社会主義共和国のリヴォフ（現在のリヴィウ）市に生まれる。1968年に学校を退学し、リヴォフ郵便局で配送係（輸送車助手）として勤務。翌1969年リヴォフ市のラドゥガ・ガラス会社で電気工見習い、器具組立工として勤務しながら夜間学校で学び、プレハーノフ記念モスクワ国民経済大学に入学する。夜間学校時代には、ボクシングにも打ち込み、ウクライナジュニアチャンピオンに2度なっている。
1973年モスクワ国民経済大学を卒業、1976年同大学院を修了する。1976年から1980年までモスクワの全ソ石炭産業研究所に技師、次いで研究員として勤務する。1980年から1984年労働研究所に勤務。1984年からソ連労働・社会問題国家委員会に入り、1985年まで労働・社会問題部副部長、1985年から1991年までソビエト連邦共産党に所属、1985年から1988年管理改善部副部長、1988年から1989年社会発展・人口局長を歴任する。
1989年7月、ソ連副首相・国家経済改革委員会議長のレオニード・アバルキン（モスクワ国民経済大学元教授）によって経済改革委員会入りし、経済改革総括部長に抜擢され、ヤヴリンスキーは、ソ連経済を市場経済に移行させるための経済改革プログラム「500日計画」の作成に実質的な理論指導者として参加する。
1990年8月からロシア共和国の副首相に就任。経済改革委員会議長も兼務するが、同年12月には、当局の無策ぶりに抗議する形で辞任した。ロシア経済政治研究センターを創設する。 
1991年ロシア共和国首相経済顧問としてイワン・シラーエフ首相の諮問に応えた。ソ連8月クーデター後は、シラーエフとともに新設されたソ連国民経済管理委員会に副委員長（副首相に相当）に就任し、シラーエフ委員長を補佐した。クーデターの前後、アメリカ・ハーバード大学の経済学者と改革プラン「グランド・バーゲン計画」を作成した。また、カザフ・ソビエト社会主義共和国最高経済評議会委員も務めた他、CIS経済同盟条約の作成やニジニ・ノヴゴロド州の地域経済改革計画を当時、同州の知事だったボリス・ネムツォフとともに作成・実施した。 
1993年12月、政治ブロック「ヤヴリンスキー・ボールディエフ・ルキン・ブロック」（ヤブリンスキー連合、のちのヤブロコ）を結成し、下院国家会議選挙に立候補し当選した。1995年12月下院議員に再選。1999年12月三選される。また、1996年6月のロシア大統領選挙に立候補し、 7.34%の得票を獲得して4位。2000年3月の大統領選挙にも立候補し、5.79%の得票率で3位。一貫してエリツィン政権及びプーチン政権に対して、自由主義改革派の野党の立場を維持している。チェチェンとの戦争にも強く反対している。
2003年の下院選挙では、ヤブロコは比例区で4.3%の得票率に終わり、5%条項を突破できず、同じリベラル派の右派勢力同盟とともに議席のほとんどを失うことになった。2007年の下院選挙でも7%条項に拒まれ議席を獲得できなかった。
2008年6月、ヤブロコの党首を辞任した。しかし党執行部には留まった。